# Kumi Naidoo
Kumi Naidoo (* 1965, Durban) je jihoafrický aktivista v oblasti lidských práv a generální tajemník lidskoprávní organizace Amnesty International. V minulosti působil jako výkonný ředitel mezinárodní ekologické organizace Greenpeace.